# Resolució 191 del Consell de Seguretat de les Nacions Unides
La Resolució 191 del Consell de Seguretat de les Nacions Unides, aprovada el 18 de juny de 1964, després de reiterar les seves sol·licituds prèvies de la República de Sud-àfrica i condemnar de nou l'apartheid, el Consell va decidir establir un grup d'experts format per representants de tots els actuals membres del Consell per estudiar la viabilitat i l'eficàcia de les mesures que podria ser presa pel Consell d'acord amb la Carta. El Consell també va convidar al Secretari General de les Nacions Unides a establir programes d'educació i formació per als sud-africans a l'estranger.
La resolució es va aprovar amb vuit vots a cap; Txecoslovàquia, França i la Unió Soviètica es van abstenir.